# Cantone di Tourcoing-Nord
Il Cantone di Tourcoing-Nord era una divisione amministrativa dell'arrondissement di Lilla.
È stato soppresso a seguito della riforma complessiva dei cantoni del 2014, che è entrata in vigore con le elezioni dipartimentali del 2015.
Comprendeva parte della città di Tourcoing e i comuni di:
- Bousbecque
- Halluin
- Linselles
- Roncq